# Type 4 Chi-To
Chi-To Kiểu 4 (四式中戦車 Yonshiki chūsensha?) là một kiểu xe tăng hạng trung được Lục quân Đế quốc Nhật Bản phát triển trong Thế chiến thứ hai. Đây cũng là kiểu xe tăng mạnh nhất của Nhật Bản được đưa vào sản xuất trong thời kì đó.

## Lịch sử phát triển
Việc phát triển Chi-To Kiểu 4 đã được bắt đầu từ năm 1942, với ý định thay thế kiểu xe tăng cũ Chi-Ha Kiểu 97. Khác với hầu hết các kiểu xe tăng hạng trung khác của Nhật, thiết kế của Chi-To không dựa trên thiết kế của Chi-Ha. Sau một thời gian trì hoãn, dự án đã được khởi động trở lại vào đầu năm 1944. Trong quá trình thiết kế, người Nhật đã cho đánh giá, nghiên cứu cẩn thận các kiểu xe tăng Đức, tham khảo các thiết kế nước ngoài đồng thời tuyển dụng các cựu chiến binh người Đức để cố vấn trong quá trình thiết kế.
Nguyên mẫu đầu tiên được chuyển giao trong năm 1944. Việc sản xuất đã bị cản trở bởi thiếu hụt nguyên liệu, và nhất là những cuộc ném bom vào lãnh thổ Nhật Bản của không quân Hoa Kỳ. Do đó, kế hoạch mỗi tháng sản xuất 25 chiếc xe tăng của công ty Công nghiệp hạng nặng Mitsubishi tại hai địa điểm khác nhau đã không thể thực hiện. Cho đến năm 1945, chỉ có 6 khung gầm được sản xuất, trong đó có 2 chiếc hoàn chỉnh.

## Thiết kế
Chi-To Kiểu 4 nặng 30 tấn, được hàn kín toàn bộ với độ dày giáp tối đa khoảng 75 mm. Kiểu xe tăng này to hơn Chi-Ha Kiểu 97, với một khung gầm cao, rộng và dài hơn, được hỗ trợ bởi 7 bánh xe. Chi-To Kiểu 4 cho thấy rõ ràng nó chịu ảnh hưởng từ xe tăng T-34 của Liên Xô và xe tăng Panther của Đức Quốc xã với các tháp pháo hẹp và dốc giáp, nhưng trên thực tế nó cùng cấp với mẫu mới nhất của Panzer IV.
Hỏa lực chính, một pháo chống tăng Kiểu 5 75 mm, thiết kế dựa trên pháo phòng không Kiểu 4 75 mm, thực chất là bản sao chép của pháo phòng không Bofors Kiểu 1929 75mm. Tháp pháo có hình lục giác, được bọc thép tốt cùng với một khẩu trung liên Kiểu 97 đồng trục, giống với kiểu thiết kế của tăng Panther. Một khẩu súng máy khác được đặt ở sườn xe, khác với các kiểu xe tăng Nhật là trang bị đằng sau tháp pháo. Ngoài ra, khi cần thiết, còn có thể gắn một súng máy phòng không trên nóc tháp pháo.

## Lịch sử hoạt động
Chỉ có duy nhất 2 chiếc xe tăng Chi-To Kiểu 4 được sản xuất thành công vào lúc chiến tranh kết thúc, cùng với 4 chiếc khác đang trong quá trình hoàn thành. Vào thời điểm đó, người Nhật đã không còn khả năng vận chuyển các loại xe cơ giới hạng nặng qua biển, nên Chi-To Kiểu 4 chỉ được dùng vào công việc phòng thủ Nhật Bản trước cuộc đổ bộ theo dự tính của quân Đồng Minh. Lục quân Nhật hi vọng nhiều sư đoàn thiết giáp được trang bị kiểu xe tăng này sẽ dư sức đẩy lùi quân địch xuống biển, nhưng chiến tranh đã kết thúc trước khi có thêm chiếc xe tăng nào hoàn thành và cả hai chiếc Chi-To Kiểu 4 hoàn chỉnh đã không bao giờ có cơ hội chiến đấu.